# Sardeates

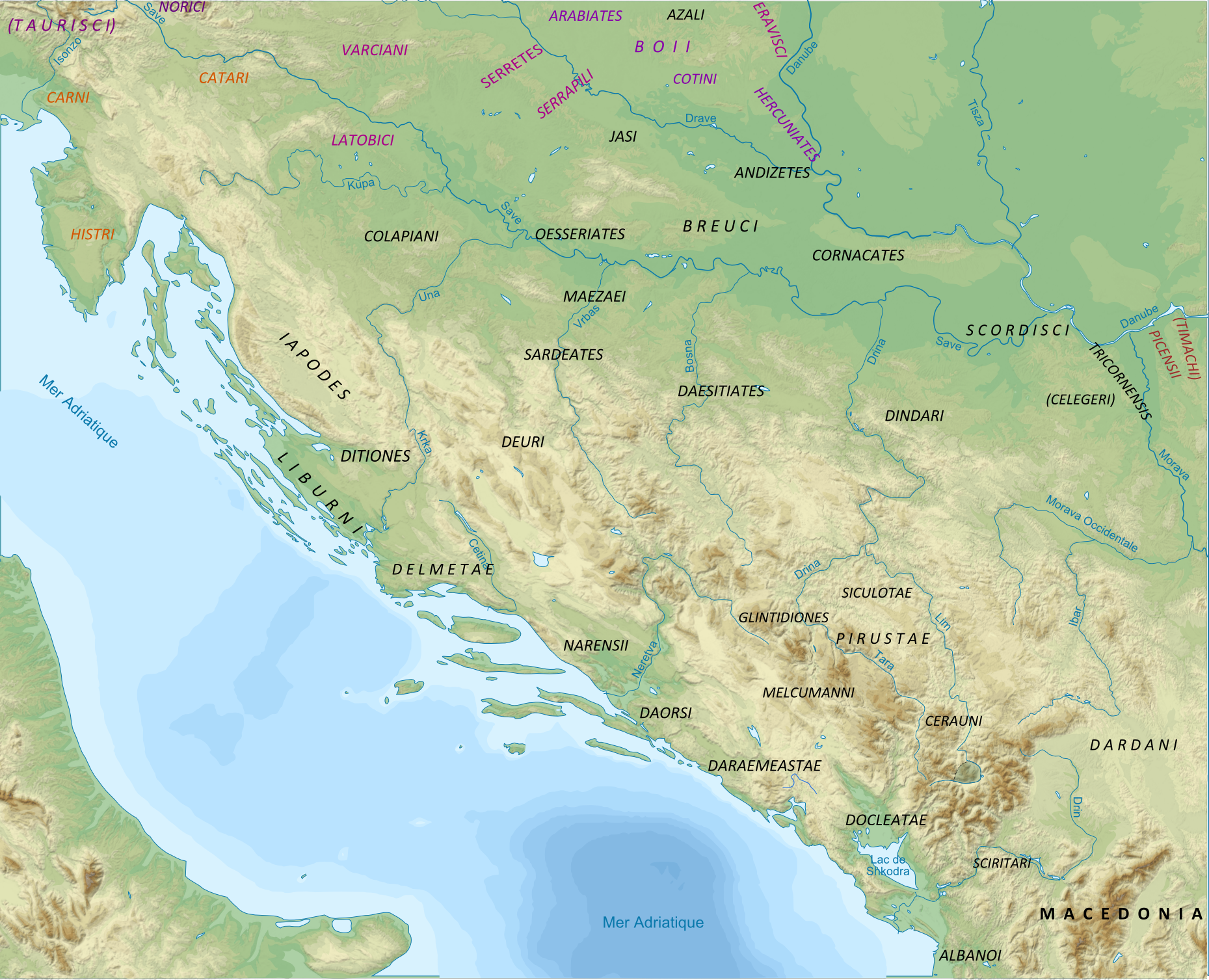
Tribus celtas e ilirias en Panonia y Dalmacia

Los sardeates o sardiates eran una tribu iliria que vivían en Dalmacia, en el valle del río Pliva, en la zona de Jajce y Šipovo, en la actual Bosnia y Herzegovina.
Los menciona Plinio el Viejo, que los sitúa en el conventus iuridicus de Salona, e informa de que tenían 52 decurias. También son mencionados por Ptolomeo  y en el Libri Coloniarum (Libro de las colonias) de los Gromatici Veteres (siglo V d. C.) junto con los tariotas.
Los sardeates están documentados, junto con otras tribus ilirias como los pirustas y los baridustas, en el material epigráfico de Alburnus Maior en la Dacia romana, ciudad minera a la que se trasladaron varios pueblos ilirios en tiempos del emperador romano Trajano. Recientemente se ha encontrado un gran número de inscripciones con el nombre tribal de los sardiatae, que se produjeron después de que se trasladaran a la nueva ciudad de Dacia desde sus antiguas zonas tribales en Dalmacia.; En Alburnus Maior está atestiguado un collegium Sardiatensium/Sardiatarum. La existencia de collegia de los sardeates y de los baridustas sugiere sin duda una ubicación de esas comunidades dentro o cerca del distrito minero.